# Mariano Puig Planas
Mariano Puig Planas   (Barcelona, 1927 - Barcelona, 13 d'abril de 2021) fou un empresari català.
Enginyer químic i graduat a l'IESE Business School, va ser president de la multinacional Puig i membre de la segona generació de la nissaga familiar propietària. Juntament amb el seu germà Antoni va impulsar la internacionalització de Puig. A finals dels anys 1950, va llançar Agua Lavanda als Estats Units i va aconseguir la llicència de la marca Max Factor per distribuir-la a Espanya. El 1968, va signar a París un conveni amb el dissenyador Paco Rabanne per a la creació de les seves fragàncies, amb el que va començar l'expansió internacional de Puig. El 1987, va acordar amb Carolina Herrera la producció dels seus perfums, i, el 1995, va comprar la seva divisió de moda.
Va ser president d'Exea Empresarial, la societat patrimonial de la família, que reuneix les seves participacions a Puig, Flamagas, Isdin, Uriage i Apivita. Va participar en la fundació l'Institut de l'Empresa Familiar que va presidir entre el 1995 i el 1997. Va ser patró de la Fundació Princesa d'Astúries. Va guanyar el Campionat d'Espanya d'Esquí Nàutic en dues ocasions. Va ser el primer president de la Federació Espanyola d'Esquí Nàutic i, l'any 1971, va organitzar el campionat del món a Banyoles.
El 2014 va rebre la Medalla d'Honor de Foment del Treball a la Trajectòria Empresarial i, el 2016, el Govern d'Espanya li va atorgar la Medalla d'Or al Mèrit en el Treball. El 2019, va rebre el Premi Reino de España a la Trayectoria Empresarial.
Va morir el 13 d'abril de 2021 a Barcelona, als 93 anys.